# Андраш Радич
Андраш Радич (близько 1640 — Касса, після 13 лютого 1711) — простолюдин, емісар до Блискучої Порти однієї з політичних партій, пізніше названої куруцами; капітан Мукачево і замку Кошиці.

## Життєпис

### Початок кар'єри
Радич є учасником змови Зринських-Франкопана. Після поразки антигабсбурзького повстання у Верхній Угорщині в 1670 році йому, як і багатьом його товаришам, довелося втекти від імперців частково до Трансільванії, а частково на васальні території Османської імперії. Приєднавшись до руху будосів, він відіграв значну роль у підтримці відносин з турками (за деякими даними, він відвідав Порту ще в 1671 році разом з Іштваном Петрочі-старшим і Палом Шепеші). Однак відомо, що в 1677 році він був членом престижної делегації (разом з Габором Кенде, Меніхертом Кецером і Ласло Кубіні), надісланою до Порти. На зборах, що відбулися 7 березня 1678 року в Сомкуті, буддоси обрали своїм лідером Міхая Телекі, який також обрав раду з дванадцяти членів та інших посадових осіб, а також вирішив надіслати послів до різних дворів, підтвердивши мандат Андраша Радіча на Порти.

### На боці Текелі
Пізніше «король куруків» Імре Текелі, який став князем Верхньої Угорщини в 1682 році, послав його послом до Порти (разом з Іштваном Гечі з Гарамсега, головним капітаном придворних військ Текелі на той час, і Самуель Туньогі, вони виїхали в 1681 і повернулися в 1682). У 1685 році за наказом Текелі Радіч, який також мав військові чесноти, став замковим капітаном Мукачево. На чолі з Ілоною Зріні, дружиною Текелі, вони майже три роки захищали Мукачів від імперців. В обороні замку також брав участь Даніель Абсолон, канцлер Текелі. Під час тривалої облоги позиція Абсолона змінилася: неправильно зрозумівши листа від Текелі, він прочитав у ньому намір перейти на бік імператора. Тому Абсолон відвернувся від Текелі та домігся, щоб в угоді, підписаній 14 січня 1688 року Ілона Зріні передала Мукачево імперському генералу Антоніо Караффі. Після цього Радич пішов у свої маєтки.

### Його участь уборотьбі за свободу Ракоці
1704 року Радич приєднався до Ференца ІІ Ракоці, який 10 вересня цього року надав йому майновий дар, а в листопаді призначив його капітаном нещодавно звільненої Кошиці. 7 квітня 1705 року він став полковником і командиром регулярного піхотного полку, а 13 лютого 1706 року був проведений у бригадні генерали. Восени він успішно захистив Кошицю від атаки генерала імперської кавалерії Жана Рабутіна.
У вересні 1707 року він змінив Ференца Бертоті, який виконував дипломатичне доручення, на посаді віце-генерала округу Кошиці. З осені 1710 року вік і важка хвороба прикували його до ліжка, але номінально він залишався капітаном Кошиці, а бригадний генерал Ласло Нарай виконував командні обов'язки. 13 лютого 1711 року він написав листа Ракоці, який тоді вже перебував на польській землі. Це останні відомості, які ми маємо про його життя, ймовірно, він помер перед капітуляцією Кошиць (26 квітня 1711 р.).